# ウイルス様粒子
ウイルス様粒子 (ウイルスようりゅうし、Virus-like particles, VLP) はウイルスに類似しているが、遺伝物質を含まず感染性を持たない分子である。天然に存在する、またはウイルスの構造タンパクを個別に合成することで人工的に生産され、自発的にウイルスに似た構造を形成する。異なるウイルス由来のカプシドタンパクの組み合わせによって組み換えVLPを作ることもできる。1968年にB型肝炎ウイルス (HBV) に由来するB型肝炎ウイルス抗原 (HBsAg) で構成されたVLPが患者の血清から得られたのを最初に、現在ではパルボウイルス科（アデノ随伴ウイルス）、レトロウイルス科（HIV）、フラビウイルス科（C型肝炎ウイルス）、パラミクソウイルス科（ヘニパウイルス）、バクテリオファージ（Qβ、AP205ファージ等）等を含む広範なウイルスの科に由来するVLPが生産されている。生産手段も細菌、哺乳類細胞、昆虫細胞、酵母、植物細胞等の様々な細胞培養系に由来する。
天然にLTRレトロトランスポゾンから産生される構造（Orterviralesに分類される）をVLPと呼ぶこともある。これらは未成熟または欠陥のあるビリオンで、遺伝物質を含むこともあるが機能するエンベロープを欠くため一般に感染性はない。また、遺伝子を含まないか（ウイルス遺伝子の主要部分を除く）病原遺伝子のみを含むポリドナウイルスVLPベクターを用いて宿主を制御する寄生バチが存在する。

## 利用

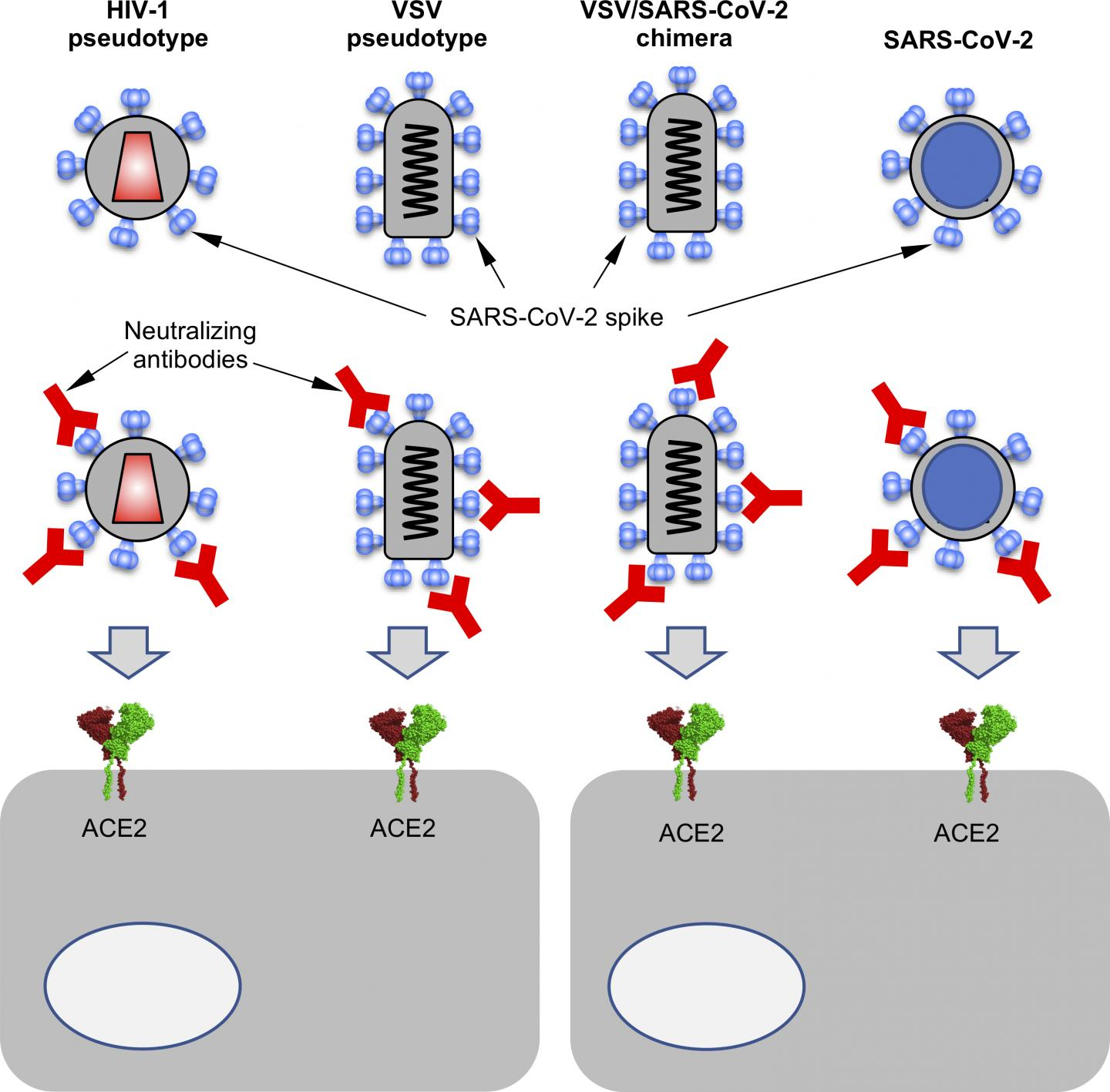
SARSコロナウイルス2のスパイクタンパク質を発現した代理ウイルスが中和抗体を誘導する過程を示した図。

### 治療薬や造影剤
VLPは遺伝子治療等の治療法における薬物送達手段の候補となっており、in vitroにおいては腫瘍細胞への薬物送達に有効であることが示された。VLPが血管透過性・滞留性亢進効果によって腫瘍細胞に蓄積するという仮説があり、この特性は薬物送達や腫瘍イメージングに活用できる可能性がある。

### ワクチン
VLPはワクチンに利用可能である。VLPはウイルスの表面タンパクを高密度に有し、ここに存在するウイルスのエピトープはT細胞やB細胞による強い免疫反応を誘発できる。粒子径が20-200 nm と小さくリンパ節への移行性も良好である。VLPは体内で複製されないため生ワクチンより安全な代替物となり得る。VLPを用いたワクチンとして、B型肝炎やヒトパピローマウイルスに対するものがFDAから承認されている。
ヒトパピローマウイルス (HPV) に対するVLPを用いたワクチンとして、グラクソ・スミスクラインのサーバリックス、メルク・アンド・カンパニーのガーダシル/ガーダシル9が存在する。サーバリックスは昆虫細胞上で発現させたHPV-16、18型のL1タンパク質で構成された組み換えVPLであり、アジュバントとして3-O-脱アシル化-4'-モノホスホリル脂質 (MPL) Aと水酸化アルミニウムを含む。ガーダシルは酵母上で発現させたHPV-6、11、16、18型のL1タンパク質で構成された組み換えVPLであり、アジュバントとしてアルミニウムヒドロキシホスフェイト硫酸塩を含む。ガーダシル9はこれに加えHPV-31、33、45、52、58型のL1エピトープを含む。
マラリアを標的とした最初のVLPワクチンMosquirix (RTS,S) がEUの規制機関から承認を受けている。これはPlasmodium falciparumのスポロゾイト表面タンパク質の一部をB型肝炎ウイルス抗原と組み合わせたものである。
通常のワクチンが投与開始まで9か月程かかるのに対し、VLPワクチンはウイルス株の遺伝子配列が決定された時点で生産を開始でき、早ければ12週間で投与を開始できる。初期の臨床試験では、インフルエンザを標的としたVLPワクチンによりA型インフルエンザウイルスのH5N1亜型やスペインかぜに対する完全な免疫が得られた NovavaxとMedicago Inc.はインフルエンザVLPワクチンを臨床試験中である。NovavaxはCOVID-19に対するVLPワクチンを試験中である。
VLPは非臨床試験段階にあるチクングニアウイルスに対するワクチンにも用いられている。

### 脂質粒子
膜内在性タンパク質の研究に用いるためVLP脂質粒子が開発された。これは目的の膜タンパクを完全な形で高濃度に含むよう設計された、安定、高純度、均質なVLP粒子である。膜内在性タンパク質は様々な生物学的機能を担っており、現行の治療薬のほぼ半数の標的分子となっている。膜タンパク質はその疎水性ドメインのため生体細胞外で取り扱うことが難しいが、脂質粒子にはGタンパク質共役受容体 (GPCR)、イオンチャネル、ウイルスのエンベロープ等の様々な膜タンパクを構造的に完全な状態で組み込むことができる。また、脂質粒子は抗体スクリーニング、免疫原の生産、リガンド結合法等の多くの応用技術の基盤となる
。

## 自己組織化
当初、VLPの自己組織化はウイルスの自己組織化と同様だと考えられていた。自己組織化現象自体はウイルス粒子の組み立てに関するごく初期の研究からin vitroにおいて発見されたものの、ウイルスとVLPを同一視する仮定はVLP自己組織化が宿主細胞 (in vivo) 内で行われる場合に限り有効である。in vitroにおけるVLPの自己組織化が凝集過程と競合してしまうことから、細胞内での自己組織化中に凝集体の形成を防ぐ何らかの機構が存在することが判明している。

## VLP表面への標的分子結合
特定の細胞を標的とする、免疫応答を高めるなどの目的でタンパク質、核酸、小分子をVLP表面に結合することがある。目的のタンパクをウイルスの表面タンパクと遺伝的に融合させる方法も用いられるが、VLPの自己組織化に不具合が生じることがある上、タンパク質以外の分子に用いることは難しい。別の方法として、VLPを組み立てた後で架橋分子、遺伝暗号改変による反応性の高い非天然アミノ酸の導入、SpyTag/SpyCatcher反応等の手段で目的分子を共有結合させるものがある。この方法は結合させた分子に免疫反応を指向させる効果があり、高レベルの中和抗体を誘導し免疫寛容を破ることさえも可能となる。